# Vargem (Santa Catarina)
Vargem es un municipio brasileño del estado de Santa Catarina. Tiene una población estimada al 2021 de 2 387 habitantes.

## Historia
La población de la localidad se inició en 1940, con familias de origen italiano, alemán y cabocio, puebloe entonces conocido como "Rio da Vargem".
En 1960, pasó a ser distrito de Campos Novos. La comisión de emancipación comenzó a trabajar en 1991, y se creó el municipio el 12 de diciembre de 1991.

## Turismo
El valle del Río Canoas es un atractivo turístico para la pesca deportiva en el estado. Destaca además, la flora y fauna abundante, y sus senderos ecológicos.